# Silene chalcedonica
Silene chalcedonica là loài thực vật có hoa thuộc họ Cẩm chướng. Loài này được (L.) E.H.L.Krause miêu tả khoa học đầu tiên năm 1901.